# Titaea guyaquila
Titaea guyaquila är en fjärilsart som beskrevs av William Schaus 1932. Titaea guyaquila ingår i släktet Titaea och familjen påfågelsspinnare. Inga underarter finns listade i Catalogue of Life.